# Iris Freimüller
Iris Freimüller (* 1. Jänner 1988 in Linz; verheiratete Iris Pichler) ist eine österreichische Badmintonspielerin und mehrfache nationale Meisterin.

## Werdegang
Iris Freimüller wurde 2007 Juniorenmeisterin in Österreich. Sie spielt im Badmintonclub Raiffeisen Alkoven.
2008 folgte der erste Titelgewinn bei den Erwachsenen. 2009 wurde sie Vize-Staatsmeisterin.
2010 und erneut 2015 (im Damendoppel, mit der Vorarlbergerin Elisabeth Baldauf) erkämpfte sie sich weitere nationale Titel im Damendoppel.
Iris Freimüller arbeitet seit 2010 als Volksschullehrerin.
2017 kam ihre Tochter zur Welt und im Februar 2018 kehrte sie nach der Mutterschaftspause wieder zum Sport zurück.

## Sportliche Erfolge
| Saison | Veranstaltung                                    | Ort        | Platz | Disziplin   | Partner/in                          |
| ------ | ------------------------------------------------ | ---------- | ----- | ----------- | ----------------------------------- |
| 2007   | Österreichische Staatsmeisterschaften (Junioren) | Osterreich | 1     | Mixed       | Daniel Graßmück / Iris Freimüller   |
| 2008   | Österreichische Staatsmeisterschaften            | Traun      | 1     | Damendoppel | Karina Lengauer / Iris Freimüller   |
| 2009   | Österreichische Staatsmeisterschaften            | Wels       | 2     | Damendoppel | Tina Riedl / Iris Freimüller        |
| 2010   | Österreichische Staatsmeisterschaften            | Linz       | 1     | Damendoppel | Tina Riedl / Iris Freimüller        |
| 2015   | Österreichische Staatsmeisterschaften            | Linz       | 1     | Damendoppel | Elisabeth Baldauf / Iris Freimüller |